# Кригсмарине
Кригсмари́не (нем. Kriegsmarine — военно-морской флот) — официальное наименование военно-морских сил нацистской Германии.
21 мая 1935 года данное наименование получили рейхсмарине, военно-морские силы Веймарской республики.
После Второй мировой войны западногерманские военно-морские силы получили наименование бундесмарине (Bundesmarine), восточногерманские — фольксмарине (Volksmarine).

## История
По условиям Версальского мирного договора 1919 года Германии было позволено иметь в составе флота следующие корабли:
| Тип             | Водоизмещение, т | Главный калибр | В строю | В резерве |
| --------------- | ---------------- | -------------- | ------- | --------- |
| Линкоры         | 10 000           | 280-мм         | 6       | 2         |
| Лёгкие крейсера | 6000             | 150-мм         | 6       | 2         |
| Миноносцы       | 800              |                | 12      |           |
| Миноносцы       | 200              |                | 12      |           |

Дополнительно к этому разрешено было некоторое количество малых вспомогательных судов. Подводные лодки и авиация были под запретом.
Июнь 1935 г. — англо-германское морское соглашение.
Июль 1937 г. — Германия присоединяется ко Второму лондонскому морскому соглашению.
Январь 1939 г. — утверждён план «Z» (до 1948 г.).

## Организация ВМС Германии на 1939 год
Руководство военными операциями ВМС осуществляло Верховное командование кригсмарине (нем. Oberkommando der Marine, OKM). Важнейшее место в структуре Верховного командования занимал Штаб руководства морской войной (нем. Seekriegsleitung, SKL).
- Группа «Ост»;
- Группа «Вест»;
- Дунайская флотилия;
- Флот:
  - Линейные силы,
  - Разведывательные силы,
  - Подводные силы.

## Состав во Второй мировой войне
Курсивом выделены суда, проданные за рубеж до окончания постройки, либо так и не вступившие в строй до конца Второй мировой войны.

### Линейные корабли
- Тип «Бисмарк»:
  - «Бисмарк» — введён в строй в 1939 г. (потоплен в 1941 г.);
  - «Тирпиц» — введён в строй в 1941 г. (потоплен в 1944 г.).
- Тип «Шарнхорст»:
  - «Гнейзенау» — введён в строй в 1938 г. (затоплен в 1945 г.);
  - «Шарнхорст» — введён в строй в 1939 г. (потоплен в 1943 г.).

### Авианосцы
- Тип «Граф Цеппелин»:
  - «Граф Цеппелин» — заложен в 1936 г., спущен на воду в 1938 г., не достроен, в строй не вводился, затоплен в 1947 г.;
  - Авианосец «Б» — заложен в 1938 г., не достраивался.

В 1942 году во вспомогательные авианосцы началось переоборудование 3 бывших пассажирских судов и 2 недостроенных крейсеров: захваченного французского лёгкого крейсера «Де Грасс» и немецкого тяжёлого крейсера «Зейдлиц». В 1943 году работы по переоборудованию были свёрнуты в связи с недостатком материалов и изменением стратегической обстановки.

### Тяжёлые крейсеры
- Тип «Дойчланд» («карманные линкоры»):
  - «Дойчланд» (в 1939 г. переименован в «Лютцов») — введён в строй в 1933 г. (затоплен в 1945 г.);
  - «Адмирал Шеер» — введён в строй в 1934 г. (потоплен в 1945 г.);
  - «Адмирал граф Шпее» — введён в строй в 1936 г. (затоплен в 1939 г.).
- Тип «Адмирал Хиппер»:
  - «Адмирал Хиппер» — введён в строй в 1939 г. (потоплен в 1945 г.);
  - «Блюхер» — введён в строй в 1939 г. (потоплен в 1940 г.);
  - «Принц Ойген» — введён в строй в 1940 г. (сдался в 1945 г.);
  - «Зейдлиц» — решено перестроить в авианосец, в строй не вступил;
  - «Лютцов» — продан СССР в 1940 г.[2]

### Подводные лодки
К началу войны Кригсмарине располагали 57 подводными лодками. В ходе войны в строй было введено ещё 1113 подлодок (10 из них — трофейные, ещё 4 — новые, построенные на иностранных верфях, 1099 — новые, построенные в Германии). Из 1170 подлодок Кригсмарине в боевых действиях участвовали 863. Из них были уничтожены 753 субмарины (погибли около 32 тысяч подводников из 39 тысяч). Победы немецких подлодок оцениваются в: 148 потопленных и 45 повреждённых военных кораблей противников; 2759 грузовых судов общим тоннажем 14 119 413 регистровых тонн.

### Прочее

#### Лёгкие крейсеры
- Тип «Эмден»:
  - «Эмден» — введён в строй в 1925 г. (потоплен в 1945 г.).
- Тип «K»:
  - «Кёнигсберг» — введён в строй в 1927 г. (потоплен в 1940 г.);
  - «Карлсруэ» — введён в строй в 1927 г. (потоплен в 1940 г.);
  - «Кёльн» — введён в строй в 1928 г. (потоплен в 1945 г.).
- Тип «Лейпциг»:
  - «Лейпциг» — введён в строй в 1929 г. (затоплен в 1946 г.);
  - «Нюрнберг» — введён в строй в 1934 г. (в 1945 г. передан СССР).

#### Вспомогательные крейсеры
С началом войны в состав флота вошло большое количество гражданских транспортных судов. С начала войны 11 из них были переоборудованы во вспомогательные крейсеры (ещё 5 готовились, но так и не вступили в строй). Причём суда для переоборудования выбирались не из наиболее быстроходных судов, как правило, являвшихся пассажирскими, а из торговых транспортов. Максимальная скорость рейдеров лежала в районе 17…18 узлов. 10 из 11 рейдеров принимали участие в боевых действиях, общий тоннаж захваченных и потопленных ими судов, включая подорвавшихся на поставленных ими минах, за весь период их активных действий (1940—1943) составил приблизительно 950 000 брт. Маскируясь под суда нейтральных стран, они использовались как рейдеры, в основном в Индийском и Тихом океанах.
Каждое судно помимо названия, которое могло меняться, имело свой уникальный бортовой номер:
- «Орион» (HSK-1);
- «Атлантис» (HSK-2);
- «Виддер» (HSK-3);
- «Тор» (HSK-4);
- «Пингвин» (HSK-5);
- «Штир» (HSK-6);
- «Комет» (HSK-7);
- «Корморан» (HSK-8);
- «Михель» (HSK-9);
- «Коронель» (HSK-10) — в 1943 г. переклассифицирован в корабль наведения ночных истребителей, с возвращением ему прежнего «гражданского» названия «Того» (нем. Togo);
- «Ганза» (нем. Schiff 5 — судно № 5) — в качестве вспомогательного крейсера участия в боевых действиях не принимал.

#### Учебно-артиллерийские корабли
- Тип «Дойчланд» (бывшие эскадренные броненосцы 1908 г. постройки):
  - «Шлезиен» — переклассифицирован в учебно-артиллерийский корабль в 1935 г. (потоплен в 1945 г.);
  - «Шлезвиг-Гольштейн» — переклассифицирован в учебно-артиллерийский корабль в 1936 г. (затоплен в 1944 г.);
- «Бремзе» — построен в 1930—1932 гг. (потоплен в 1941 г.);
- «Бруммер» — построен в 1934—1936 гг. (потоплен в 1940 г.)[5].

#### Эскадренные миноносцы
К началу войны в строю находился 21 эскадренный миноносец. В ходе неё введены в строй ещё 19 эсминцев.

#### Другие суда
Кригсмарине имели многочисленный вспомогательный флот: транспортные суда, суда обеспечения, блокадопрорыватели, десантные самоходные баржи и паромы, и т. д.
Кроме того, в составе германских военно-морских сил имелось большое количество малых боевых кораблей и катеров, многие из которых были переоборудованы из гражданских судов соответствующего водоизмещения: миноносцы и сторожевые корабли, минные заградители и тральщики, охотники за подводными лодками и торпедные катера, а также множество других.

### Kriegsmarine по сравнению с Royal Navy к началу войны
Для сравнения, Королевский военно-морской флот Великобритании (англ. Royal Navy) к началу войны располагал:
- 15 линкорами и линейными крейсерами (ещё 5 строились);
- 7 авианосцами (5 строились);
- 66 крейсерами (23 строившихся);
- 184 эсминцами (52 в строительстве);
- 60 подводными лодками.

## Действия флота
- Присутствие в водах вокруг Испании во время гражданской войны (1936—1939).
- Битва за Атлантику (1939—1945):
  - подводная лодка U-29 потопила авианосец HMS Courageous (сентябрь 1939 г.);
  - подводная лодка U-47, незаметно проникнув в гавань Скапа-Флоу, потопила линкор HMS Royal Oak (октябрь 1939 г.);
  - Битва у Ла-Платы: тяжёлый крейсер «Адмирал граф Шпее» затоплен (декабрь 1939 г.);
  - Датско-Норвежская операция: тяжёлый крейсер «Блюхер» потоплен (апрель — июнь 1940 г.);
  - Первый и Второй бой у Нарвика: немцы теряют 10 эсминцев и 1 подводную лодку. Потери флота Великобритании — 2 эсминца потоплено, 4 повреждено (10, 13 апреля 1940 г.);
  - Бой в Норвежском море: линкоры «Шарнхорст» и «Гнейзенау» топят HMS Glorious (июнь 1940 г.);
  - Сражение в Датском проливе: линкор «Бисмарк» потопил британский линейный крейсер HMS Hood, и в ходе последующего преследования силами британского флота через 3 дня был потоплен сам (май 1941 г.);
  - Противодействие арктическим конвоям:
    - Операция «Цербер» (февраль 1942 г.),
    - Конвой QP-11: эсминцы Z-7 (в результате дальнейшего боя потоплен), Z-24 и Z-25 потопили советский транспорт «Циолковский» (2847 брт), и совместно с подводной лодкой U-456 нанесли критические повреждения лёгкому крейсеру HMS Edinburgh (с 195 548 унций золота на борту), приведшие к его последующему потоплению (май 1942 г.),
    - Операция «Ход конём» (июнь — июль 1942 г.),
    - Операция «Вундерланд» (август 1942 г.),
    - Бой в Баренцевом море (декабрь 1942 г.),
    - Операция «Цитронелла» (сентябрь 1943 г.),
    - Бой у Нордкапа: линкор «Шарнхорст» потоплен (декабрь 1943 г.);

  - Операции Королевских ВВС Paravane, Obviate и Catechism: линкор «Тирпиц» потоплен (сентябрь — ноябрь 1944 г.).
- Балтийское море:
  - Совместно с ВМС Финляндии и ВВС Германии советскому Балтийскому флоту были нанесены тяжёлые потери и флот был блокирован в Финском заливе. Минные постановки и противолодочные сети от берега до берега к 1943 году полностью перекрыли возможность прорыва, и торговое судоходство между Швецией, Германией и Финляндией в основном действовало без помех до выхода Финляндии из войны. В 1945 году от атак советских подводных лодок было потеряно немало судов, наиболее тяжёлыми ударами стали потопления «Вильгельма Густлоффа», «Гойи» и «Генерала Штойбена».
- Средиземноморский театр (до мая 1944 г.):
  - подводная лодка U-331 топит HMS Barham (ноябрь 1941 г.);
  - подводная лодка U-81 топит HMS Ark Royal (ноябрь 1941 г.);
  - подводная лодка U-557 топит HMS Galatea (декабрь 1941 г.);
  - подводная лодка U-73 топит HMS Eagle (август 1942 г.).
- Рейдерство вспомогательных крейсеров:
  - Бой у западного побережья Австралии: рейдер «Корморан» уничтожает HMAS Sydney, и сам гибнет от полученных повреждений (ноябрь 1941 г.).
- Ликвидация флота (1945):
  - линкор «Гнейзенау», тяжёлые крейсера «Адмирал Хиппер» и «Лютцов», авианосец «Граф Цеппелин» — затоплены экипажем, тяжёлый крейсер «Адмирал Шеер» — потоплен (март — май 1945 г.);
  - Операция «Регенбоген» — затопление флота (в том числе более 200 субмарин).

Всего подлодками потоплено 2759 торговых судна и 148 кораблей союзников, в том числе 2 линкора, 3 авианосца, 3 эскортных авианосца. В боевых походах погибло 630 подлодок Кригсмарине, 123 — в германских водах, 215 было уничтожено собственными командами, 38 списано из-за повреждений и износа, 11 переданы за границу, 153 достались союзникам.
Надводными кораблями Кригсмарине, среди прочего, были потоплены: 1 авианосец и 1 линейный крейсер Королевского военно-морского флота Великобритании.

## Воинские звания

### Воинские звания военнослужащих кригсмарине

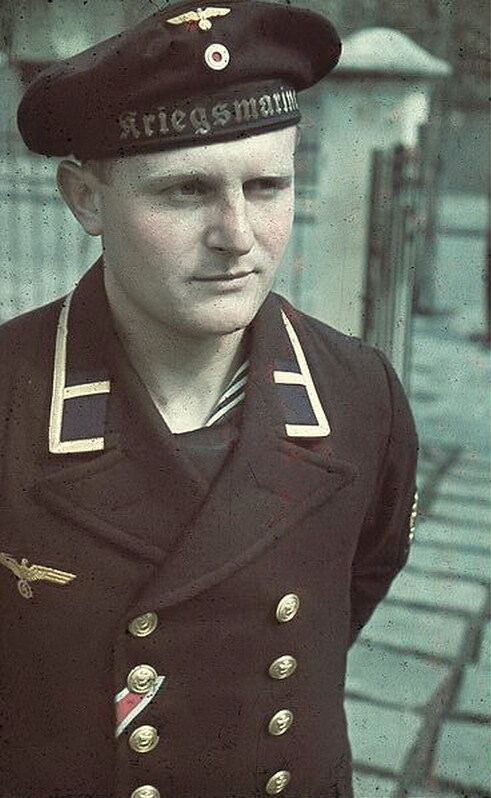
Мат кригсмарине, 1941 год

#### Офицеры(Offiziere)
- Флаг-офицеры (Flaggoffiziere)
  - Гросс-адмирал (Großadmiral)
  - Генерал-адмирал (Generaladmiral)
  - Адмирал (Admiral)
  - Вице-адмирал (Vizeadmiral)
  - Контр-адмирал (Konteradmiral)
  - Коммодор (Kommodore)
- Штаб-офицеры (Stabsoffiziere)
  - Капитан цур зее (Kapitän zur See)
  - Фрегаттен-капитан (Fregattenkapitän)
  - Корветтен-капитан (Korvettenkapitän)
- Капитан-лейтенанты (Kapitänleutnante)
  - Капитан-лейтенант (Kapitänleutnant)
- Лейтенанты (Leutnante)
  - Обер-лейтенант цур зее (Oberleutnant zur See);
  - Лейтенант цур зее (Leutnant zur See).

#### Унтер-офицеры(Unteroffiziere)
- Старшие унтер-офицеры (Unteroffiziere mit Portepee)
  - Штабс-обер-боцман (Stabsoberbootsmann)
  - Обер-боцман (Oberbootsmann)
    - Обер-фенрих цур зее (Oberfähnrich zur See)[7]

  - Штабс-боцман (Stabsbootsmann)
  - Боцман (Bootsmann)
- Младшие унтер-офицеры (Unteroffiziere ohne Portepee)
  - Обер-мат (Obermaat)[8]
    - Фенрих цур зее (Fähnrich zur See)[9]

  - Мат (Maat)[8]

#### Нижние чины(Mannschaften)
- Матрос-обер-штабс-ефрейтор (Matrosenoberstabsgefreiter)
- Матрос-штабс-ефрейтор (Matrosenstabsgefreiter)
- Матрос-гаупт-ефрейтор (Matrosenhauptgefreiter)
- Матрос-обер-ефрейтор (Matrosenobergefreiter)
- Матрос-ефрейтор (Matrosengefreiter)
- Матрос (Matrose)
  - Зее-кадет (Seekadett)

## Флаги кораблей и судов кригсмарине

Военно-морской флаг Германии (1935—1938)
Военно-морской флаг Германии (1938—1945)

### Флаги должностных лиц кригсмарине

Штандарт генерал-адмирала кригсмарине
Брейд-вымпел коммодора кригсмарине